# Zotalemimon costata
Zotalemimon costata är en skalbaggsart som först beskrevs av Masaki Matsushita 1933.  Zotalemimon costata ingår i släktet Zotalemimon och familjen långhorningar.
Artens utbredningsområde är Taiwan. Inga underarter finns listade i Catalogue of Life.